# Yeoryía Damasioti
Yeoryía Damasioti (en griego: Γεωργία Δαμασιώτη; Marusi, 2 de julio de 2003) es una deportista griega que compite en natación, especialista en el estilo mariposa. Ganó una medalla de plata en el Campeonato Europeo de Natación de 2024, en la prueba de 100 m mariposa.

## Palmarés internacional
| Campeonato Europeo | Campeonato Europeo | Campeonato Europeo | Campeonato Europeo |
| Año                | Lugar              | Medalla            | Prueba             |
| ------------------ | ------------------ | ------------------ | ------------------ |
| 2024               | Belgrado (Serbia)  | Medalla de plata   | 100 m mariposa     |